# Roio del Sangro
Roio del Sangro – miejscowość i gmina we Włoszech, w regionie Abruzja, w prowincji Chieti.
Według danych na rok 2004 gminę zamieszkiwało 158 osób, 14,4 os./km².